# Какі
«Какі» (Kaki, яп. 柿) — ескортний міноносець Імперського флоту Японії, який взяв участь у Другій світовій війні.

## Історія створення
Корабель, який став шістнадцятим серед завершених ескортних міноносців типу «Мацу» (та першим серед таких кораблів підтипу «Татібана»), заклали 5 жовтня 1944 року на верфі флоту в Йокосуці. Спущений на воду 11 грудня 1944 року, став до ладу 5 березня 1945 року. 

## Історія служби
За весь час після завершення «Какі» не полишав вод Японського архіпелагу, проте 19 березня 1945-го все-таки зазнав певних пошкоджень від атаки авіації під час перебування в Осаці (східне узбережжя Хонсю, південніше від Токіо).
З 15 липня 1945-го корабель був підпорядкований військово-морському округу Майдзуру (обернене до Японського моря узбережжя Хонсю), де й зустрів капітуляцію Японії.
У жовтні 1945-го «Какі» виключили зі списків ВМФ та призначили для участі в репатріації японців (по завершенні війни з окупованих територій на Японські острови вивезли кілька мільйонів військовослужбовців та цивільних японської національності).
4 липня 1947-го корабель передали США та надалі пустили на злам.